# Плещеев, Александр Алексеевич
Алекса́ндр Алексе́евич Плеще́ев (5 [16] июня 1778 — 10 [22] марта 1862, Москва) — русский писатель, переводчик, драматург и композитор из рода Плещеевых, статский советник.

## Биография
По праву рождения принадлежал к культурной элите своего времени. Его отцу Алексею Александровичу и матери Анастасии Ивановне были посвящены «Письма русского путешественника» Н. М. Карамзина, женатого в первом браке на Елизавете Ивановне Протасовой, родной сестре Анастасии Ивановны.
По обыкновению того времени, вскоре после своего рождения он был записан (30 мая 1779 г.) в Преображенский полк сержантом, а 1 июня 1787 г. был переведён вахмистром в Конный лейб-гвардии полк. Образование он получил в престижном пансионе аббата Николя. Пожалован юнкером Коллегии иностранных дел 5 декабря 1797 года, с определением в канцелярию А. А. Безбородко и, вскоре получив назначение переводчика (01.04.1798), отправился в путешествии Павла I по России.
Пожалованный в коллежские асессоры и причисленный к Герольдии (10.12.1799), Плещеев в том же году женился на высокородной графине Анне Ивановне Чернышёвой, чтобы «прикрыть её стыд», когда стало известно, что эта девица ждёт ребёнка от кого-то. Поскольку император запретил новобрачной появляться при дворе, Плещеев вышел в отставку и стал жить на широкую ногу в своём родовом имении Черни в Болховском уезде Орловской губернии. В сорока верстах от Черни в селе Муратово в 1810 году поселилась со своим семейством Екатерина Афанасьевна (1771—1848), сводная сестра В. A. Жуковского, с которым и познакомился Плещеев, а затем и подружился. Жуковский искренно полюбил общительного, живого, весёлого помещика, которого за смуглый цвет лица называл «мой негр» и «чёрная рожа». Переписывались они обычно стихами.
Во время пребывания в деревне Плещеев был почётным смотрителем Болховского уездного училища (с 22.10.1812). По словам Вигеля, он обладал необыкновенной способностью подражать голосу, приёмам и походке знакомых людей, в особенности же мастерски умел передразнивать уездных помещиков и их жён. Овдовев в 1817 году, Плещеев приехал в Петербург и, по предложению Жуковского, был избран в члены «Арзамаса», получив, сообразно своей наружности, прозвище «Чёрный Вран».

Жуковский возвестил нам его как неисчерпаемый источник веселий, а нам то и надо было. Сначала действительно он всех насмешил, но вскоре за пределами фарсы увидели совершенное ничтожество его. Наскучило, наконец, слушать этого ворона даже тогда, когда он каркал затверженное, а своего уже ровно у него ничего не было.— Вигель
Действительно, «парижанин в речах и манерах», Плещеев так много перенял у французов, что его с первого взгляда трудно было признать за русского. Он писал русские и французские стихи, сочинял комедии, оперы, но в печать ничего не пускал. Его многочисленные романсы, как и литературные опыты по большей части не сохранились, но остается несомненным, что он сочинял музыку к произведениям Жуковского, Державина, Вяземского и других русских писателей.
Большинство написанного Плещеевым погибло во время пожара барского дома в Черни, но кое-что сохранилось у его наследников и в Императорской публичной библиотеке. Одна из пьес Плещеева, «Принуждённая женитьба», комическая опера, переделанная с французского, с хорами, дивертисментом и музыкой его же сочинения, была представлена на петербургской сцене 15 мая 1819 г. Сценические дарования Плещеева в трагических и комических ролях, в связи с замечательной мимикой и превосходной дикцией, засвидетельствованы Жуковским, а также другими современниками, видевшими его игру на различных домашних театрах.
Как страстный любитель пьес, Плещеев поступил 19.10.1819 г. в театральную дирекцию по особым поручениям и заведовал русской оперой и французским театром до 28 августа 1820 года, когда, не сработавшись со своим начальником князем Тюфякиным, вышел в отставку. Жуковский и А. И. Тургенев, однако, не оставляли его своим покровительством. Благодаря им слух о его талантах дошёл до двора, и императрица Мария Фёдоровна пригласила его к себе в чтецы. С 22 июля 1821 года он состоял камергером.
С 19 марта 1824 года по 19 октября 1828 года Плещеев служил чиновником особых поручений в Министерстве внутренних дел, при выходе в отставку был исключён из придворных списков. Безденежье побудило его 16 марта 1832 года вернуться на службу, на этот раз чиновником в Санкт-Петербургской таможне. С 04.09.1839 по 09.06.1842 он пребывал в должности директора временной экспедиции при Экспедиции депозитной кассы, затем состоял чиновником особых поручений VI класса в Министерстве финансов, с оставлением во временном отделении при Экспедиции депозитной кассы.
Уволенный по болезни 13 мая 1845 г. за границу, в Теплиц, Плещеев 17 августа был произведён в статские советники, а 1 октября возвратился в Петербург. Умер в глубокой старости, пережив почти всех своих друзей и сверстников.

## Семья

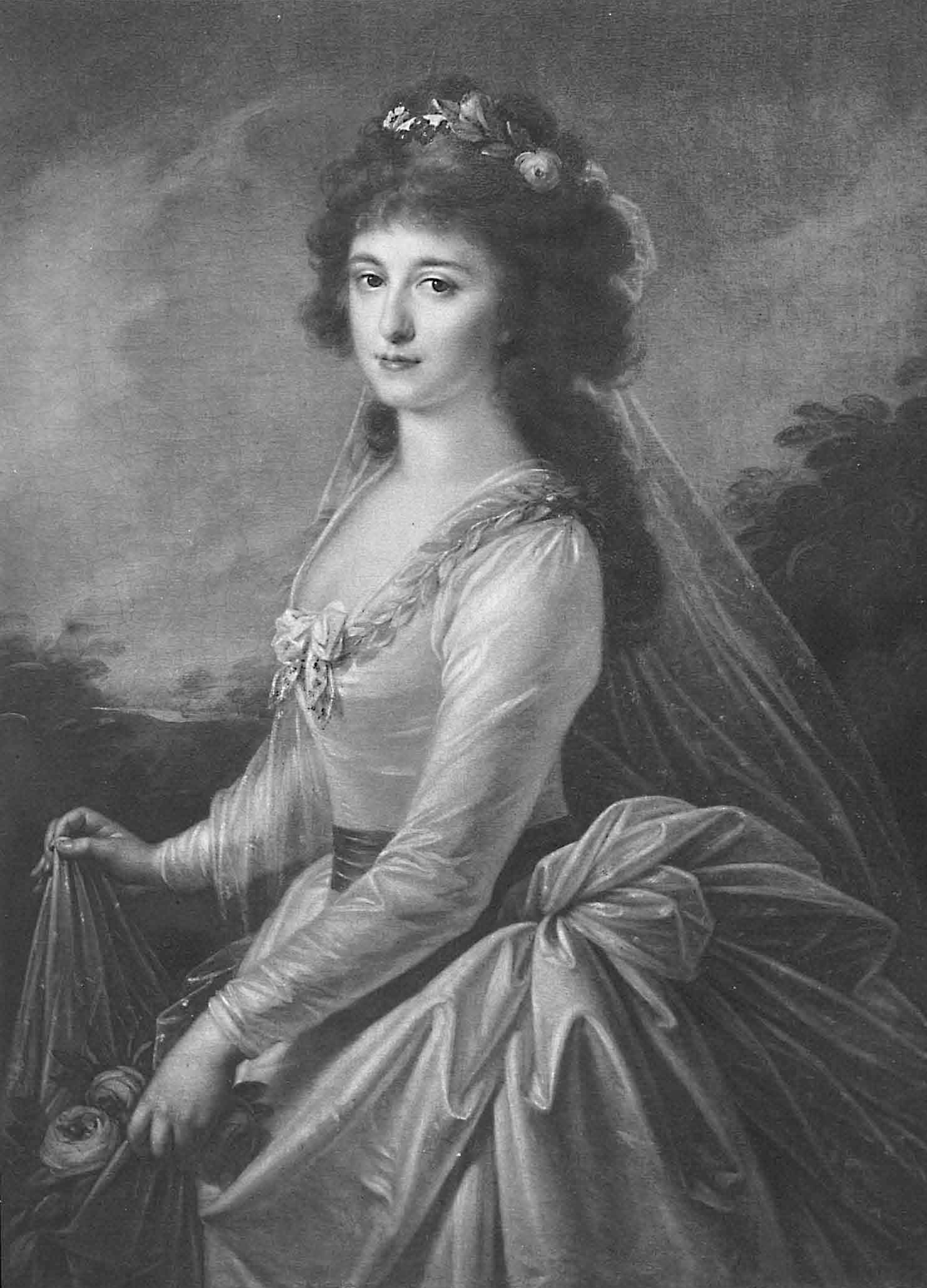
Портрет Анны Ивановны Плещеевой
с Таврической выставки

12 ноября 1798 года в Петербурге в церкви Вознесения Господня при Адмиралтейских слободах, при обстоятельствах, описанных выше, Плещеев венчался с фрейлиной Анной Ивановной Чернышёвой, любимой дочери генерал-фельдмаршала графа И. Г. Чернышёва, которая принадлежала к самой высшей аристократии и давала чувствовать это своему мужу. По словам Вигеля,
брачные узы забавнику Плещееву, как говорят, не всегда казались забавны. Они были блестящие и столь же тяжкие для него оковы. Графиня не забывала свой титул и была чрезвычайно взыскательна с мужем-дворянином.
Обладая прекрасным голосом, «Нина» Плещеева славилась в обществе исполнением романсов мужа. Хозяйство поставила таким образом, что муж «привык не думать о завтра». Плещеев горько оплакивал её кончину в 1817 году, хотя при её жизни ухаживал за другими женщинами. Супруги имели детей:
- Алексей (1800—1842), офицер-декабрист.
- Александр (1803—1848), офицер-декабрист.
- Григорий (ум. не ранее 1866), надворный советник, унаследовал от родителей Чернь.
- Пётр (1805—1859), надворный советник.
- Варвара, вышла замуж «зрелой весталкой» за доктора Пауля и имела трёх сыновей.
- Мария (01.07.1810[5]—1867), начальница нескольких провинциальных институтов благородных девиц, жена офицера-бретера Руфина Дорохова[6] (1801—1852).

Вторично уже немолодой Плещеев женился на польке Розе Ринальдовне, которая после его смерти получила в наследство село Знаменское, находящееся близ Черни. В нём часто проживал Карамзин и в нём же Плещеев устраивал свои роскошные празднества и предавался разным причудам во время вдовства и второй женитьбы.